# Илижан (Минесота)
Илижан (енгл. Elysian) град је у америчкој савезној држави Минесота.

## Демографија
По попису из 2010. године број становника је 652, што је 166 (34,2%) становника више него 2000. године.
| Група             | 2000.       | 2010.       |
| Белци             | 481 (99,0%) | 625 (95,9%) |
| Афроамериканци    | 0 (0,0%)    | 3 (0,5%)    |
| Азијати           | 0 (0,0%)    | 1 (0,2%)    |
| Хиспаноамериканци | 4 (0,8%)    | 6 (0,9%)    |
| Укупно            | 486         | 652         |